# Liana Liberato
Liana Daine Liberato (* 20. srpna 1995 Galveston Texas) je americká herečka. Její kariéra zahrnuje role mladší verze hlavní ženské postavy ve filmu The Best of Me (2014) a účinkování v dramatických snímcích The Last Sin Eater (2007) a Trust (2010). Zahrála si také v thrillerech Trespass (2011) a Erased (2012) a hororech Haunt (2013) a The Beach House (2019). 

## Kariéra
Liberato debutovala jako herečka v roce 2005 v televizním seriálu Cold Case a objevila se také v seriálech Sons of Anarchy a CSI: Miami. Účinkovala rovněž ve videoklipu k písni Miley Cyrus 7 Things. Následující rok se objevila ve čtvrté sérii seriálu House a byla představena v červnovém vydání časopisu The New York Times Magazine. V roce 2007 získala Liberato hlavní roli v dobrodružném filmu The Last Sin Eater od společnosti 20th Century Fox.
V roce 2010 si Liberato zahrála ve filmu Trust. Její výkon, který ve své recenzi filmu chválil Roger Ebert, jí vynesl cenu Silver Hugo Award za nejlepší herečku na 46. mezinárodním filmovém festivalu v Chicagu. V červnu byla obsazena do filmu Trespass. Hrála Kim ve filmu If I Stay a mladší verzi hlavní ženské role ve filmu The Best of Me (2014). V roce 2014 byla Liberato časopisem IndieWire jmenována jednou z nejlepších hereček do 20 let.
V roce 2017 byla součástí obsazení dramatu Novitiate a o rok později si zahrála v komedii Banana Split. V letech 2018 až 2019 ztvárnila Liberato hlavní roli McKenny Brady v thrillerovém seriálu Hulu Light as a Feather. Za tuto roli získala dvě nominace na cenu Daytime Emmy Award – za vynikající herečku v hlavní roli v digitálním denním dramatickém seriálu (2019) a za vynikající hlavní výkon v denním programu (2020). V roce 2023 se objevila ve filmech Scream VI a Totally Killer, stejně jako v komediálním thrilleru Based on a True Story od Peacocka a v roce 2024 v seriálu Criminal Minds.

## Ocenění
Liana Liberato získala několik ocenění a nominací za své herecké výkony. V roce 2011 získala cenu Silver Hugo Award za nejlepší herečku za roli ve filmu Trust. Za stejný film byla také nominována na cenu Chicago Film Critics Association Awards v kategorii Nejslibnější umělec a na cenu Women Film Critics Circle v kategorii Nejlepší mladá herečka. Později, v letech 2019 a 2020, byla nominována na cenu Daytime Emmy Awards za vynikající hlavní herecký výkon v digitálním denním dramatickém seriálu Light as a Feather .